# Vitor Belfort
Vitor Vieira Belfort (Rio de Janeiro, 1 de abril de 1977) é um lutador brasileiro de MMA profissional, especialista em boxe. Belfort é ex-bicampeão Peso-Meio Pesado pelo UFC, e também lutou em outros eventos mundiais como Cage Rage, Strikeforce, e PRIDE. Possui em seu cartel vitórias sobre nomes importantes do MMA mundial como Randy Couture, Rich Franklin, Heath Herring, Michael Bisping, Luke Rockhold, Gilbert Yvel, Tank Abbott, Dan Henderson, Wanderlei Silva,  Anthony Johnson e Evander Holyfield no boxe.

## Biografia
Começou a lutar muito cedo, no judô. Belfort é praticante do jiu-jítsu brasileiro, e seu mestre foi Carlson Gracie, de quem recebeu sua faixa preta. Foi o lutador mais jovem da história do jiu-jitsu brasileiro a receber a faixa preta desta Arte Marcial.
O camp de Vitor Belfort está sendo feito, atualmente, na academia OTB, um centro de treinamento exclusivo dele em Boca Raton, nos Estados Unidos. Lá, vem treinando junto ao Mestre Vinicio Antony, 5º Dan de karatê, 3º Dan de jiu-jitsu e mestre em kickboxing e muay thai, além de ex-treinador de Lyoto Machida e ex-sparring de André Pederneiras.

## Carreira

### Inicio no MMA
Com apenas 19 anos, Belfort chegou aos Estados Unidos para competir. Em sua primeira participação em eventos de MMA, na época vale-tudo, venceu o oponente Jon Hess em 12 segundos por nocaute (KO) em um evento chamado SuperBrawl 2, em Honolulu no Havaí.
| “ | Jon Hess era um cara com quem ninguém queria lutar. Naquela época, não tinha regra, era uma loucura. Ele tinha cegado um cara no UFC, porque valia tudo. Lembro que ele era muito grande (tinha 2,01 m e 111 kg). Mas eu o agarrei, parecia um carrapato em cima do cavalo. Usei as cordas pra derrubá-lo, joelho na barriga, e metralhei os golpes. Aquela luta pode falar que foi Davi e Golias. | ” |

### UFC
Logo depois, mudou-se para competir no UFC, onde ganhou o apelido de "The Phenom". Ele venceu dois lutadores em seu evento de estreia no UFC, vencendo o UFC 12 Heavyweight Tournament. Aos 19 anos, Belfort tornou-se o mais jovem lutador da história a vencer no UFC.  Sua vitória seguinte seria contra o vice-campeão do UFC 6 Tank Abbott por nocaute técnico (TKO) no UFC 13.
Em 1997, Belfort lutou contra o wrestler americano Randy Couture. Aos 8 min 16 s sofreu um nocaute técnico. Foi sua primeira derrota no mundo do MMA.
Após esta derrota, ele iria lutar mais duas vezes no UFC. A primeira dessas lutas foi contra Joe Charles, que foi derrotado rapidamente através de armlock. Um ano mais tarde, Belfort enfrentou o futuro campeão dos médios do Pride, Wanderlei Silva. Partiu para cima de Silva rapidamente com um cruzado de esquerda, em seguida o perseguiu por todo o octógono com uma enxurrada de socos,e Wanderlei foi nocauteado em apenas 44 segundos, em São Paulo.

### PRIDE
Em seguida, Vítor Belfort, mudou-se para o Japão para lutar o Pride. Seu primeiro adversário foi Kazushi Sakuraba em 1999. Vítor controlou os primeiros minutos da luta, entretanto quebrou a mão em um golpe e por conta da contusão foi dominado no restante da luta por Sakuraba, que acabou vencendo Vitor por decisão unânime. Após a luta, ele parou de treinar com Carlson Gracie e começou a treinar com a Brazilian Top Team.
Ele lutou mais cinco vezes no Pride, contra Gilbert Yvel, Daijiro Matsui, Bobby Southworth, Yoshiki Takahashi, e Heath Herring, vencendo todos.

### Retorno ao UFC
Voltando para o UFC, Belfort estava se preparando para lutar contra Tito Ortiz no evento principal do primeiro UFC realizado em Las Vegas, o UFC 33, no entanto ele sofreu uma lesão antes do evento, e o combate foi cancelado. Após a lesão, Belfort retornou e lutou contra Chuck Liddell no UFC 37.5 e perdeu por decisão, essa luta foi muito equilibrada entretanto no final da luta Vitor levou um 'knock down' que pesou na decisão. Após esta luta, venceu Marvin Eastman por TKO no UFC 43.
Sua próxima luta ocorreu em 2 de fevereiro de 2004, uma revanche contra Randy Couture valendo o título dos meio-pesados do UFC. Apesar de viver um drama com o desaparecimento de sua irmã Priscila Belfort, no dia 9 de janeiro daquele ano, Vitor venceu a luta em 49 segundos depois de uma emenda de sua luva cortar o olho de Couture, provocando uma paralisação do árbitro. Tornou-se campeão do UFC em duas categorias diferentes, já que no passado tinha sido o campeão mais jovem do torneio dos pesos pesados e da história do UFC. A terceira luta entre os dois ocorreu no dia 21 de agosto de 2004. Couture venceu por interrupção médica após a terceiro round, recuperando o título dos meio-pesados do UFC.
Após a perda do cinturão para Randy Couture, Vitor enfrentou Tito Ortiz em 5 de fevereiro de 2005. Belfort quebrou o nariz de Tito com socos no primeiro round e quase nocauteou Ortiz, no segundo. No terceiro round da luta Vitor já exausto tentou manter Ortiz em pé, mas não conseguiu e a luta foi para o chão. No final do combate Belfort perdeu por decisão dividida, juiz 1 (29-28) para Ortiz, juiz 2(29-28) para Belfort, juiz (29-28) para Ortiz. Essa derrota para o Tito Ortiz é considerada uma das maiores "garfadas" da história do UFC.

### Boxe
O talentoso treinador Al Stankie, responsável pelo ouro olímpico de Oscar de la Hoya, afirmou, certa vez, que o MMA roubou um dos maiores talentos da história do boxe.
Isso foi comprovado no dia 11 de abril de 2006, quando Vitor lutou pela primeira – e, por enquanto única – vez no boxe profissional (no evento Minotauro Fights III) contra o ex-campeão baiano Josemário Neves, que possuía um cartel de sete lutas e cinco vitórias. Belfort ganhou por TKO no primeiro minuto depois de nocautear seu oponente por três vezes.
Por conta de seu desempenho neste evento, Vítor foi escalado novamente para fazer uma luta casada de Boxe, na quarta edição do Minotauro Fights. Porém, devido a uma contusão na coxa que ele teve na luta de MMA contra o holandês Alistair Overeem, durante o Strikerforce, ele não pôde lutar.
Em 2010, Vitor usou seu twitter para pedir um novo desafio de boxe ao presidente do UFC, Dana White. Vitor sugeriu uma luta contra James Toney, em seis rounds, nas regras do boxe.
| “ | Dana (White), deixe-me lutar com James Toney em seis rounds no boxe. Eu acho que posso pegá-lo com minha velocidade. Será uma luta de boxe no UFC e eu prometo que ele vai sentir minha potência. Vamos mostrar ao mundo que o lutador do UFC é o melhor.” | ” |

Apesar de ter seu pedido aceito por parte de James Toney, essa luta nunca ocorreu.

### Esteróide
No Pride 32: The Real Deal, em 21 de outubro de 2006, Belfort perdeu uma decisão unânime de Dan Henderson. Após a luta, o teste de Belfort deu positivo para uma substância ilegal, 4-hidroxitestosterona. Em sua defesa, Belfort argumentou que comprou um suplemento que continha 4-hidroxitestosterona. Belfort também explicou que poderia ter recebido 4-hidroxitestosterona como o resultado das injeções de reabilitação que lhe era conferida pelo brasileiro endocrinologista Dr. Rodrigo M. Greco após sua cirurgia para reparar um rompimento do menisco no joelho, no verão de 2006.
A Comissão Atlética de Nevada acabou recebendo um comunicado do Dr. Greco, em que ele afirmava que havia administrado no pós-cirúrgico injeções de testosterona. Embora admitindo que Belfort pode não ter conhecimento sobre a testosterona, o NSAC explicou que, mesmo Belfort não sabendo que as injeções continham esteroides anabolizantes, ainda seria uma violação da política de substâncias proibidas. Em 21 de dezembro de 2006, ele foi suspenso por nove meses a contar da data da audiência e multado em US$ 10.000.

### Cage Rage
Vitor Belfort venceu Ivan Serati por TKO no Cage Rage 21, na Inglaterra em 21 de abril de 2007.
Ele derrotou James Zikic 22 de setembro de 2007 no Cage Rage 23 sagrando-se campeão dos meio-pesados do Cage Rage por decisão unânime. Ele entrou na luta com uma mão quebrada e durante a luta deu poucos socos. Ele pediu desculpas à multidão por não dar um bom show, mas prometeu um melhor combate da próxima vez.

### Affliction
Vitor passou um bom período em treinamento para sua luta no Affliction contra Terry Martin com a Chute Boxe no Brasil. No entanto, ele completou sua preparação para a luta na Xtreme Couture em Las Vegas. Shawn Tompkins e Randy Couture ajudaram-no a treinar para a luta em que ele venceu por nocaute no segundo round acertando uma joelhada voadora, combinada com um uppercut.
Após a luta Belfort disse que estava pensando em se mudar para Las Vegas e treinar na Xtreme Couture freqüentemente.
A próxima luta de Belfort foi programada para ser contra Matt Lindland no evento Affliction 2, porém ele foi forçado a desistir, devido a uma lesão sofrida durante a luta contra Terry Martin. O evento Affliction 2 foi remarcado para janeiro de 2009, permitindo que Vitor lutasse.
Após rumores de uma possível luta com o campeão do GP dos médios do Dream, Gegard Mousasi, foi anunciado que iria finalmente ocorrer a luta entre Vitor e Lindland no Affliction: Day of Reckoning. Lindland iria lutar com Renato Sobral em uma luta casada, mas os promotores do Aflliction o preferiram contra Belfort. A luta foi na categoria dos médios. Belfort terminou com a luta em 37 segundos com Lindland nocauteado após levar socos no queixo.
Belfort era esperado para lutar contra Fedor Emelianenko no Affliction: Trilogy, 1 de agosto de 2009, substituindo o Josh Barnett, que foi flagrado no antidoping pela Comissão Atlética do Estado da Califórnia. No entanto, em 24 de julho, o evento foi cancelado.

### Segunda volta ao UFC
Durante uma conferência de imprensa em 31 de julho, Dana White anunciou que o UFC assinou um contrato com Belfort. Sua primeira luta foi contra Rich Franklin em uma luta casada, válida pelo UFC 103, onde Belfort ganhou por KO. Dana White (presidente do UFC) declarou na conferência de imprensa UFC 103 que: "Depois desta vitória, Belfort está próximo de um combate contra Anderson Silva."
Combate que, posteriormente, foi confirmado, e iria acontecer no UFC 112. Contudo, Vitor se lesionou em um treinamento, e foi retirado do cartel. Porém, Dana confirmou que Belfort iria disputar o cinturão dos Médios contra Anderson Silva no UFC 126. Na chamada de Luta do Século, Vitor foi nocauteado com um chute de Anderson logo no primeiro round.
No UFC 133 Vitor voltou a lutar contra o japonês Yoshihiro Akiyama e com uma vitória rápida no primeiro assalto, ele pediu por uma luta com o vencedor do combate entre Anderson Silva e Yushin Okami. Porém Dana White disse que ele ainda precisa lutar mais vezes antes de disputar o cinturão.
No UFC 142 no Rio de Janeiro, Belfort enfrentou o Norte Americano Anthony Johnson e saiu vitorioso com um belo "mata-leão" ainda no primeiro round.
Vitor foi escolhido como um dos treinadores do The Ultimate Fighter: Brasil, o primeiro reality show do UFC realizado no Brasil, que contou também com Wanderlei Silva como treinador da outra equipe. No UFC 147, foi realizada a final do TUF e teria como evento principal a revanche entre os treinadores, porém Vitor lesionou-se dias antes do combate, sendo que Rich Frannklin foi selecionado para o substituir.
No UFC 152 realizou a luta principal da noite, contra Jon Jones,campeão do peso meio-pesado,e após quatro rounds foi finalizado,mesmo quase ganhando no primeiro round com uma chave de braço. Foi a quarta disputa por cinturão do UFC na carreira de Vítor, após a era de torneios.
Vitor voltou a lutar no dia 19 de Janeiro, no UFC on FX: Belfort vs. Bisping, em São Paulo. A luta foi contra o inglês Michael Bisping. O combate foi a luta principal do evento. Após um chute certeiro no rosto do inglês, Vitor vence a luta por nocaute técnico e na comemoração ainda pediu uma revanche contra o norte-americano Jon Jones.
Após a luta o presidente do UFC Dana White revelou planos para uma luta entre Vitor e o ex-campeão do Strikeforce Luke Rockhold e a luta aconteceu no dia 18 de maio de 2013 no evento UFC on FX: Belfort vs. Rockhold, mais uma vez no Brasil. Belfort venceu a luta por nocaute no primeiro round com um chute rodado e finalizando com socos. Esse nocaute renderia a Vitor 2 prêmios: "Nocaute do Ano" no World MMA Awards e "Sports Science Newton Awards" (categoria: "Greater Than").
Belfort enfrentou o americano Dan Henderson em revanche de luta no PRIDE no UFC Fight Night: Belfort vs. Henderson II em Goiânia, Goiás. Belfort venceu por nocaute no primeiro round, essa foi a primeira derrota por nocaute na carreira de Henderson. O feito lhe rendeu seu quinto prêmio de nocaute da noite na organização.

#### Disputa de cinturão contra Chris Weidman
Dana White havia confirmado Vitor Belfort como desafiante do cinturão dos médios no Ultimate, contra Chris Weidman, em luta que ocorreria no começo de 2014.
| “ | Chris Weidman gostaria de parabenizá-lo pela vitória (sobre Anderson Silva). Claro que não aconteceu da forma como gostaríamos, mas quero agradecer por aceitar meu desafio e dizer que estarei nesta segunda-feira na academia me preparando para lutar com você - | ” |

Porém, em fevereiro, foi anunciada sua substituição por Lyoto Machida, em razão da proibição da terapia de reposição de testosterona pela Comissão Atlética de Nevada, local onde seria disputada a luta, pelo UFC 173.
A luta então foi remarcada para 6 de Dezembro de 2014 no UFC 181, mas foi adiada devido a uma lesão de Weidman. A luta então foi remarcada para 28 de Fevereiro de 2015 no UFC 184, no entanto, em Janeiro de 2015, Weiman se lesiona pela segunda vez, obrigando assim o adiamento da luta. Dana White chegou a propor a Vitor uma luta valendo o cinturão interino dos médios, mas Vitor rejeitou a oferta. Em 19 de Fevereiro, a luta entre ele e Weidman foi remarcada para o dia 23 de Maio de 2015 no co-evento principal do UFC 187.
No dia 23 de Maio de 2015 ocorre a luta. No 1º round, Vitor acerta uma forte sequência de golpes em Weidman, que corta o supercílio do olho esquerdo. Em seguida, o campeão encurta e bota a luta para o solo, onde monta e golpeia o brasileiro até o árbitro Herb Dean interromper o combate e decretar a vitória americana
A primeira luta de Belfort após a derrota na luta pelo cinturão foi a terceira luta contra o americano Dan Henderson, Henderson ganhou a primeira luta e Belfort as outras duas. A luta aconteceu em 7 de Novembro de 2015 no UFC Fight Night: Belfort vs. Henderson III e Belfort venceu a luta por nocaute ainda no primeiro round.
Belfort enfrentou o compatriota Ronaldo Souza em 14 de Maio de 2016 no UFC 198. logo no começo da luta "Jacaré" colocou Vítor para baixo e trabalhou o ground and pound. decretando a derrota de Vítor por nocaute no primeiro round.
Foi escalado para enfrentar o armênio Gegard Mousasi no UFC 204, realizado em Manchester, na Inglaterra. Mousasi nocauteou o brasileiro com menos de três minutos do segundo round, depois de uma sequência de socos no chão.
Em seguida, Belfort fez a luta principal contra Kelvin Gastelum no UFC Fight Night: Belfort vs. Gastelum. Neste combate, Vitor foi nocauteado no primeiro round, porém o resultado foi alterado para No Contest (luta sem resultado), pois Gastelum foi pego no exame anti-dopping.
No UFC 212: Aldo vs. Holloway, ocorrido no Rio de Janeiro, Belfort voltou a vencer. Vitor derrotou o lutador norte-americano Nate Marquardt por decisão unânime.
Em sua última luta da carreira, no dia 12 de maio de 2018, Vitor enfrentou Lyoto Machida no UFC 224. Vitor foi nocauteado no segundo round, e assim como sua luta contra Anderson Silva em 2011, por um chute frontal.

## Vida pessoal
Vítor nasceu em 1º de abril de 1977, no Rio de Janeiro, filho de pai franco-brasileiro e mãe greco-brasileira. Belfort é casado com Joana Prado, com quem tem três filhos. Eles começaram a namorar em 2000, se separaram mas se reconciliaram durante a segunda edição do reality show Casa dos Artistas em 2002. Nesse mesmo ano Belfort apareceu ao lado de Joana quando ela foi fotografada para a edição brasileira da Playboy.
Belfort fala inglês, francês e espanhol.
Ele é um cristão dedicado. Belfort acredita que a chave mais importante para seu sucesso e longevidade no esporte é que ele está feliz com o que faz. "Só agradeço a Deus todos os dias. Sou feliz. Sou saudável. A linha de fundo é que é apenas a forma como você trata a vida e a vida tratará você. Certifique-se de estar feliz com o que está acontecendo em sua vida. Eu acho que a chave da vida é apenas ser feliz com o que está na sua frente e a decisão da minha vida está sob Deus e Deus sabe o que é melhor para mim". Belfort também apareceu em um vídeo de depoimento em I Am Second, em que ele compartilha sua história de sua fé em Jesus Cristo .
Sua autobiografia Vitor Belfort: Lições de Garra, Fé e Sucesso foi publicada por Thomas Nelson Brasil em 2012.
Belfort aparece no vídeo da música "I'm Down" do The Almost.
Em 26 de abril de 2018, Belfort tornou-se cidadão americano naturalizado.
Em 8 de novembro de 2022, Belfort compartilhou uma informação falsa a respeito de uma solicitação, direcionada ao Tribunal Superior Eleitoral (TSE), de informações referentes aos resultados das eleições presidenciais de autoria do suposto general das Forças Armadas “Benjamin Arrola”. Horas após o ocorrido, em seu perfil do Instagram, Belfort ironizou o ocorrido e realizou provações ao YouTuber Felipe Neto.

### Desaparecimento da irmã Priscila
Em 9 de janeiro de 2004, a irmã de Vitor, Priscila Belfort, foi sequestrada e os familiares não receberam nenhuma informação sobre ela até hoje. Em agosto de 2007 uma mulher, identificada como Elaine Paiva, confessou que participou de sua morte e que ela foi sequestrada para saldar uma dívida de aproximadamente 10 mil reais com traficantes de drogas.  Porém, a procura da polícia foi inconclusiva.

## Títulos

### MMA

#### UFC
- UFC 12 — GP Peso Pesado
- UFC 46 — Cinturão da Categoria Meio-Pesado
- Nocaute da Noite (cinco vezes)
- Performance da Noite (uma vez)
- Maior número de nocautes — 12[47]

#### Cage Rage
- Cage Rage 23 — campeão.

### Submission Grappling
- ADCC 2001 Absolute division – medalha de bronze

## Prêmios e Indicações
| Ano  | Prêmio                         | Categoria      | Evento                          | Observação | Resultado | Ref.   |
| ---- | ------------------------------ | -------------- | ------------------------------- | --- | --------- | ------ |
| 2013 | World MMA Awards               | Nocaute do Ano | UFC on FX: Belfort vs. Rockhold | Nocaute na Luta contra Luke Rockhold                                                                                    | Venceu    | [ 24 ] |
| 2013 | World MMA Awards               | Lutador do Ano |                                 | | Indicado  | [ 24 ] |
| 2013 | "Sports Science Newton Awards" | "Greater Than" | UFC on FX: Belfort vs. Rockhold | Esta cerimônia premia os maiores feitos atléticos de 2013. Vitor foi indicado pelo nocaute na luta contra Luke Rockhold | Venceu    | [ 25 ] |

## Cartel no MMA
| Cartel no MMA   |             |             |
| 41 lutas        | 26 vitórias | 14 derrotas |
| Por nocaute     | 18          | 7           |
| Por finalização | 3           | 2           |
| Por decisão     | 5           | 5           |
| No contest      | 1           | 1           |

| Res.    | Cartel    | Oponente          | Método                               | Evento                                     | Data       | Round | Tempo | Local                      | Notas                                                                           |
| ------- | --------- | ----------------- | ------------------------------------ | ------------------------------------------ | ---------- | ----- | ----- | -------------------------- | ------------------------------------------------------------------------------- |
| Derrota | 26-14 (1) | Lyoto Machida     | Nocaute (chute frontal)              | UFC 224: Nunes vs. Pennington              | 12/05/2018 | 2     | 1:00  | Rio de Janeiro             | Anunciou a sua aposentadoria.                                                   |
| Vitória | 26-13 (1) | Nate Marquardt    | Decisão (unânime)                    | UFC 212: Aldo vs. Holloway                 | 03/06/2017 | 3     | 5:00  | Rio de Janeiro             |                                                                                 |
| NC      | 25-13 (1) | Kelvin Gastelum   | Sem Resultado                        | UFC Fight Night: Belfort vs. Gastelum      | 11/03/2017 | 1     | 3:52  | Fortaleza                  | Gastelum foi flagrado no controle anti-doping em período de competição.         |
| Derrota | 25-13     | Gegard Mousasi    | Nocaute Técnico (socos)              | UFC 204: Bisping vs. Henderson 2           | 08/10/2016 | 2     | 2:43  | Manchester                 |                                                                                 |
| Derrota | 25-12     | Jacaré Souza      | Nocaute Técnico (socos)              | UFC 198: Werdum vs. Miocic                 | 14/05/2016 | 1     | 4:38  | Curitiba                   |                                                                                 |
| Vitória | 25-11     | Dan Henderson     | Nocaute (chute na cabeça e socos)    | UFC Fight Night: Belfort vs. Henderson III | 07/11/2015 | 1     | 2:07  | São Paulo                  | Performance da Noite. Quebrou o recorde de mais nocautes na história do UFC(12) |
| Derrota | 24-11     | Chris Weidman     | Nocaute Técnico (socos)              | UFC 187: Johnson vs. Cormier               | 23/05/2015 | 1     | 2:53  | Las Vegas, Nevada          | Pelo Cinturão Peso Médio do UFC.                                                |
| Vitória | 24-10     | Dan Henderson     | Nocaute (socos e chute na cabeça )   | UFC Fight Night: Belfort vs. Henderson II  | 10/11/2013 | 1     | 1:17  | Goiânia                    | Luta no Meio Pesado. Nocaute da Noite.                                          |
| Vitória | 23-10     | Luke Rockhold     | Nocaute (chute rodado e socos)       | UFC on FX: Belfort vs. Rockhold            | 18/05/2013 | 1     | 2:32  | Jaraguá do Sul             | Nocaute da Noite. Nocaute do Ano (2013).                                        |
| Vitória | 22-10     | Michael Bisping   | Nocaute (chute na cabeça e socos)    | UFC on FX: Belfort vs. Bisping             | 19/01/2013 | 2     | 1:27  | São Paulo                  | Nocaute da Noite.                                                               |
| Derrota | 21-10     | Jon Jones         | Finalização (americana)              | UFC 152: Jones vs. Belfort                 | 22/09/2012 | 4     | 0:54  | Toronto, Ontario           | Pelo Cinturão Meio Pesado do UFC.                                               |
| Vitória | 21-9      | Anthony Johnson   | Finalização (mata leão)              | UFC 142: Aldo vs. Mendes                   | 15/01/2012 | 1     | 4:49  | Rio de Janeiro             | Peso Casado (197 lb); Johnson não bateu o peso.                                 |
| Vitória | 20-9      | Yoshihiro Akiyama | Nocaute (socos)                      | UFC 133: Evans vs. Ortiz                   | 06/08/2011 | 1     | 1:52  | Filadélfia, Pensilvânia    | Nocaute da Noite.                                                               |
| Derrota | 19-9      | Anderson Silva    | Nocaute (chute frontal)              | UFC 126: Silva vs. Belfort                 | 05/02/2011 | 1     | 3:29  | Las Vegas, Nevada          | Pelo Cinturão Peso Médio do UFC.                                                |
| Vitória | 19-8      | Rich Franklin     | Nocaute Técnico (socos)              | UFC 103: Franklin vs. Belfort              | 19/09/2009 | 1     | 1:58  | Dallas, Texas              | Retorno ao UFC; Luta em Peso Casado (195 lb); Nocaute da Noite.                 |
| Vitória | 18-8      | Matt Lindland     | Nocaute (socos)                      | Affliction: Day of Reckoning               | 24/01/2009 | 1     | 0:37  | Anaheim, California        |                                                                                 |
| Vitória | 17-8      | Terry Martin      | Nocaute (socos)                      | Affliction: Banned                         | 19/07/2008 | 2     | 3:12  | Anaheim, California        | Estreia nos Médios.                                                             |
| Vitória | 16-8      | James Zikic       | Decisão (unânime)                    | Cage Rage 23                               | 22/09/2007 | 3     | 5:00  | Londres                    | Ganhou o Cinturão Meio Pesado do Cage Rage.                                     |
| Vitória | 15-8      | Ivan Serati       | Nocaute Técnico (socos)              | Cage Rage 21                               | 21/04/2007 | 1     | 3:47  | Londres                    |                                                                                 |
| Derrota | 14-8      | Dan Henderson     | Decisão (unânime)                    | Pride 32: The Real Deal                    | 21/10/2006 | 3     | 5:00  | Las Vegas, Nevada          | Testou positivo para Hidroxitestosterona.                                       |
| Vitória | 14-7      | Yoshiki Takahashi | Nocaute (soco)                       | Pride Critical Countdown Absolute          | 02/07/2006 | 1     | 0:36  | Saitama                    | Retorno ao Pride.                                                               |
| Derrota | 13-7      | Alistair Overeem  | Decisão (unânime)                    | Strikeforce: Revenge                       | 09/06/2006 | 3     | 5:00  | San Jose, Califórnia       |                                                                                 |
| Vitória | 13-6      | Antony Rea        | Nocaute (socos)                      | Cage Rage 14: Punishment                   | 03/12/2005 | 2     | 1:30  | Londres                    |                                                                                 |
| Derrota | 12-6      | Alistair Overeem  | Finalização (guilhotina)             | Pride Total Elimination 2005               | 23/04/2005 | 1     | 9:36  | Osaka                      |                                                                                 |
| Derrota | 12-5      | Tito Ortiz        | Decisão (dividida)                   | UFC 51: Super Saturday                     | 05/02/2005 | 3     | 5:00  | Las Vegas, Nevada          |                                                                                 |
| Derrota | 12-4      | Randy Couture     | Nocaute (interrupção médica)         | UFC 49: Unfinished Business                | 21/08/2004 | 3     | 5:00  | Las Vegas, Nevada          | Perdeu o Cinturão Meio Pesado do UFC.                                           |
| Vitória | 12-3      | Randy Couture     | Nocaute Técnico (interrupção médica) | UFC 46: Supernatural                       | 31/01/2004 | 1     | 0:49  | Las Vegas, Nevada          | Ganhou o Cinturão Meio Pesado do UFC.                                           |
| Vitória | 11-3      | Marvin Eastman    | Nocaute Técnico (joelhadas e socos)  | UFC 43: Meltdown                           | 06/06/2003 | 1     | 1:07  | Las Vegas, Nevada          |                                                                                 |
| Derrota | 10-3      | Chuck Liddell     | Decisão (unânime)                    | UFC 37.5: As Real As It Gets               | 22/06/2002 | 3     | 5:00  | Las Vegas, Nevada          | Retornou ao UFC.                                                                |
| Vitória | 10-2      | Heath Herring     | Decisão (unânime)                    | Pride 14: Clash of the Titans              | 27/05/2001 | 3     | 5:00  | Yokohama                   |                                                                                 |
| Vitória | 9-2       | Bobby Southworth  | Finalização (mata leão)              | Pride 13: Collision Course                 | 25/03/2001 | 1     | 4:09  | Saitama                    |                                                                                 |
| Vitória | 8-2       | Daijiro Matsui    | Decisão (unânime)                    | Pride 10: Return of the Warriors           | 27/08/2000 | 2     | 10:00 | Saitama                    |                                                                                 |
| Vitória | 7-2       | Gilbert Yvel      | Decisão (unânime)                    | Pride 9: New Blood                         | 04/06/2000 | 2     | 10:00 | Nagoya                     |                                                                                 |
| Derrota | 6-2       | Kazushi Sakuraba  | Decisão (unânime)                    | Pride 5                                    | 29/04/1999 | 2     | 10:00 | Nagoya                     | Estreia no Pride.                                                               |
| Vitória | 6-1       | Wanderlei Silva   | Nocaute Técnico (socos)              | UFC Brazil: Ultimate Brazil                | 16/10/1998 | 1     | 0:44  | São Paulo                  | Estreia nos Meio Pesados.                                                       |
| Vitória | 5-1       | Joe Charles       | Finalização (chave de braço)         | UFC Japan: Ultimate Japan 1                | 21/12/1997 | 1     | 4:03  | Yokohama                   |                                                                                 |
| Derrota | 4-1       | Randy Couture     | Nocaute Técnico (socos)              | UFC 15: Collision Course                   | 17/10/1997 | 1     | 8:16  | Bay St. Louis, Mississippi | Pela chance de disputar o Cinturão Peso-Pesado do UFC.                          |
| Vitória | 4-0       | Tank Abbott       | Nocaute Técnico (golpes)             | UFC 13: The Ultimate Force                 | 30/04/1997 | 1     | 0:52  | Augusta, Georgia           |                                                                                 |
| Vitória | 3-0       | Scott Ferrozzo    | Nocaute Técnico (socos)              | UFC 12: Judgement Day                      | 07/02/1997 | 1     | 0:43  | Dothan, Alabama            | Estreia no UFC; Ganhou o Torneio de Pesados do UFC 12.                          |
| Vitória | 2-0       | Tra Telligman     | Nocaute Técnico (golpes)             | UFC 12: Judgement Day                      | 07/02/1997 | 1     | 1:17  | Dothan, Alabama            |                                                                                 |
| Vitória | 1-0       | Jon Hess          | Nocaute (socos)                      | SuperBrawl 2                               | 11/10/1996 | 1     | 0:04  | Honolulu, Havaí            |                                                                                 |

## Cartel no Submission grappling
| Resultado | Oponente        | Método                         | Evento             | Data | Round | Tempo | Notas                                 | Ref.   |
| --------- | --------------- | ------------------------------ | ------------------ | ---- | ----- | ----- | ------------------------------------- | ------ |
| Vitória   | Ricardo Almeida | Finalização Técnica (Contusão) | ADCC 2001 Absoluto | 2001 |       |       | 3º Lugar - Ganhou a medalha de bronze | [ 48 ] |
| Derrota   | Ricardo Arona   | Pontos                         | ADCC 2001 Absoluto | 2001 |       |       | Semifinais                            | [ 48 ] |
| Vitória   | Ricco Rodriguez | Pontos                         | ADCC 2001 Absoluto | 2001 |       |       | Quartas-de-Final                      | [ 48 ] |
| Vitória   | Genki Sudo      | Pontos                         | ADCC 2001 Absoluto | 2001 |       |       | Oitavas-de-Final                      | [ 48 ] |
| Derrota   | Mark Robinson   | Pontos                         | ADCC 2001 +99 kg   | 2001 |       |       | Quartas-de-Final                      | [ 48 ] |
| Vitória   | Hiroki Fukuda   | Finalização (mata-leão)        | ADCC 2001 +99 kg   | 2001 |       |       | Oitavas-de-Final                      | [ 48 ] |